# یوستاین هاسلگارد
یوستاین هاسلگارد (انگلیسی: Jostein Hasselgård؛ زادهٔ ۲۴ مارس ۱۹۷۹) موسیقی‌دان اهل نروژ است.